# Robert Szatkowski
Robert Alexander Szatkowski (Battle Creek (Michigan), 18 december 1970), beter bekend als Rob Van Dam of kortweg RVD, is een Amerikaans professioneel worstelaar die best bekend is van zijn tijd bij de World Wrestling Entertainment (WWE), World Championship Wrestling (WCW), Extreme Championship Wrestling (ECW) en Total Nonstop Action Wrestling (TNA)/Impact Wrestling.
Van Dam won in totaal 21 kampioenschappen waarvan 3 in ECW, 2 in TNA en 16 in WWE. Daarnaast won hij ook verscheidene regionale titels in verschillende promoties tijdens zijn carrière. In de grote promoties werd hij drie keer wereldkampioen en won het WWE Championship, het ECW World Heavyweight Championship en het TNA World Heavyweight Championship, telkens een keer.

## Professioneel worstel-carrière

### Beginjaren (1989-1995)
Szatkowski debuteerde in 1989, nadat hij getraind werd door The Sheik, in zijn eerste worstelmatch tegen Dango Nguyen in Toledo, Ohio. De naam Rob Van Dam was gegeven aan Rob in 1991 door Ron Slinker, een promotor in Florida, mogelijk als gevolg van zijn martial arts ervaring en zijn gelijkenis met acteur Jean-Claude Van Damme. Hij worstelde in verscheidene onafhankelijke promoties in de staat Michigan, waaronder de United States Wrestling Association (USWA) en het South Atlantic Pro Wrestling (SAPW). In SAPW won hij in juli 1992 zijn eerste worsteltitel, het SAPW Tag Team Championship. Eind 1992 ondertekende hij een contract met World Championship Wrestling (WCW) en worstelde als Robbie V want Bill Watts van  WCW hield niet van de naam Rob Van Dam. Zijn WCW-periode verliep rustig en grotendeels onopgemerkt. Vervolgens worstelde hij verder in Amerika en in All Japan Pro Wrestling, waar hij op diverse gelegenheden uitgedaagd werd voor het AJPW World Junior Heavyweight Championship.

### Extreme Championship Wrestling (1996-2001)
In januari 1996 tekende Van Dam een contract met Extreme Championship Wrestling (ECW), een Philadelphia-gebaseerde promotie dat gerund werd door Paul Heyman, en versloeg Axl Rotten in zijn debuutmatch op House Party. Op On 30 maart 1996 nam hij het op tegen 2 Cold Scorpio voor het ECW World Television Championship. De match eindigde in een gelijkspel en 2 Cold Scorpio behield de titel.
Op Natural Born Killaz versloeg Van Dam Doug Furnas in een match. Ondanks de overwinning, Furnas begon een vete met Van Dam. De vete breidde zich verder uit nadat Dan Kroffat Furnas steunde, dus wou Van Dam een tag team partner. Na het verliezen van zijn rivaal Sabu op Unluckily Lottery, de twee verenigden en vormden een team (Sabu en Rob Van Dam) wat zou uitgroeien tot een van de meest succesvolle tag teams in de ECW-geschiedenis. Ze ruzieden met Furnas en Kroffat en versloegen hen op When Worlds Collide II en High Incident. Van Dam en Sabu ruzieden verder met The Eliminators, een team van John Kronus en Perry Saturn. Van Dam ruziede dan met Taz, van wie hij verloor op Holiday Hell. Sabu en Van Dam zette tot 1997 hun vete verder met The Eliminators voor het ECW World Tag Team Championship. Op Crossing the Line Again en Cyberslam, de teams namen in een paar wedstrijden tegen elkaar op voor het ECW World Tag Team Championship en alle wedstrijden werden gewonnen door The Eliminators. Op CyberSlam, de twee teams namen tegen elkaar op in een Tables, Ladders and Chairs match en The Eliminators verlengde opnieuw hun titel.
In 1998 startte Van Dam een vete met Triple Threat (Shane Douglas, Bam Bam Bigelow en Chris Candido). Op House Party versloeg Van Dam Bam Bam Bigelow. Op Hostile City Showdown versloegen Van Dam en Sabu Axl Rotten en Balls Mahoney door diskwalificatie en later op dat avond wonnen Sabu en Van Dam het Fatal Four-Way elimination tag team match. Op CyberSlam verloren Van Dam en Sabu van Shane Douglas en Bam Bam Bigelow.

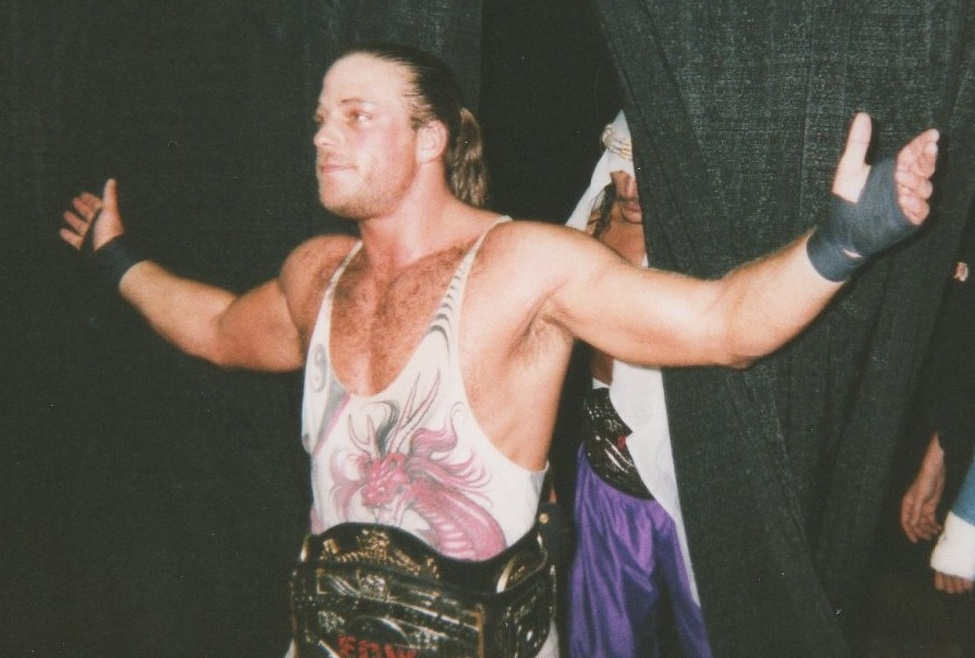
Van Dam met het ECW World Tag Team Championship in 1998

De populariteit van Van Dam steeg wanneer hij zijn eerste ECW-titel binnenhaalde en dat gebeurde op 4 april 1998 wanneer hij Bam Bam Bigelow versloeg om het ECW World Television Championship te winnen. Van Dams parnter, Sabu was ook geïnteresseerd in de titel en daagde Van Dam uit voor een titelmatch op Wrestlepalooza. De match eindigde in een tijdslimiet gelijkspel en Van Dam behield de titel.
Op A Matter of Respect waren Van Dam en Sabu geforceerd om tegen elkaar op te nemen in een tag team match en beiden kregen een ECW World Tag Team Champion in hun hoek. Van Dam vormde met ECW World Tag Team Champion Lance Storm een team en de andere team was Sabu en ECW World Tag Team Champion Chris Candido. De match eindigde in een gelijkspel. De volgende maanden, Van Dam en Sabu startten een vete met Storm en Candidovoor het tag team titel. Op 27 juni 1998 wonnen Van Dam en Sabu van Storm en Candido om het ECW World Tag Team Championship te winnen. Op 24 oktober 1998 moesten ze de titel afstaan aan Dudley Boyz (Buh Buh Ray en D-Von) na verstoring van Triple Threat. Van Dam zocht wraak en op November to Remember, Van Dam en Sabu teamde met Taz om Triple Threat te verslaan. Op 13 december 1998 wonnen Van Dam en Sabu voor de tweede keer het ECW World Tag Team Championship door de Dudley Boyz te verslaan in Japan, op een Frontier Martial-Arts Wrestling (FMW) ECW/FMW December PPV.
Van Dam bleef voor de rest van 1998 in bezit van het ECW Television Championship en startte in 1999 door succesvolle titelverdedigingen te maken tegen de wil van Spike Dudley, Lance Storm op Guilty as Charged, Balls Mahoney op Anarchy Rulz en 2 Cold Scorpio op CyberSlam. Voor de rest van het jaar 1999 behield Van Dam de titel.
In de eerste week van het jaar 2000, Van Dam begon een vete met Rhino en verdedigde op 7 januari 2000 met succes zijn titel door Rhino te verslaan. Op 29 januari 2000 verdedigde Van Dam met succes zijn titel tegen Rhino maar liep wel tijdens de match een gebroken enkel op. Vanwege de blessure, Van Dam was geforceerd om het ECW Television Championship vacant te stellen.
Op Hardcore Heaven maakte Van Dam zijn terugkeer in de ring en nam het op tegen Jerry Lynn, die de match won. Van Dam probeerde om het ECW Television Championship te heroveren maar slaagde meermaals niet in zijn opzet.

### World Wrestling Federation / World Wrestling Entertainment (2001-2007)
Enkele maandan na de sluiting van ECW, Van Dam ondertekende een kort lopende contract met de World Wrestling Federation (WWF). Samen met voormalige ECW'er Tommy Dreamer, Van Dam keerde terug naar de WWF-televisie op 9 juli 2001, in een Raw-aflevering, als een heel ("schurk") en vielen WWF-worstelaars Kane en Chris Jericho aan. Later op dat avond, vijf worstelaars van WWF en vijf worstelaars van WCW namen het op tegen 10 worstelaars van ECW, incluis Van Dam. De match vond nooit plaats want de WCW-worstelaars hebben zich aangesloten met de ECW-worstelaars.
Ondanks dat Van Dam een 'heel' was, hij was populair bij de WWF-fans, die bewust waren van zijn prestaties in ECW. Na het verslaan van Jeff Hardy voor het WWF Hardcore Championship op Invasion Van Dam bekwam een van de meest "over" de leden van The Alliance en daagde zelfs de leider van The Alliance, Stone Cold Steve Austin, uit voor het WWF Championship in een Triple Threat match op No Mercy. Op No Mercy won Austin van Van Dam en Kurt Angle en verlengde zo zijn titel. In de Raw-aflevering van 13 augustus 2001 moest Van Dam het WWF Hardcore Championship afstaan aan Hardy, maar herwon de titel van Hardy op SummerSlam. Op Survivor Series, Van Dam en vier andere Alliance-leden namen het op tegen vijf WWF-worstelaars in een Winner Take All match. Team WWF won en de leden van Allaince waren ontslagen; hoewel hij in bezit was van het Hardcore Championship, Van Dam was in staat om zijn werk te behouden.

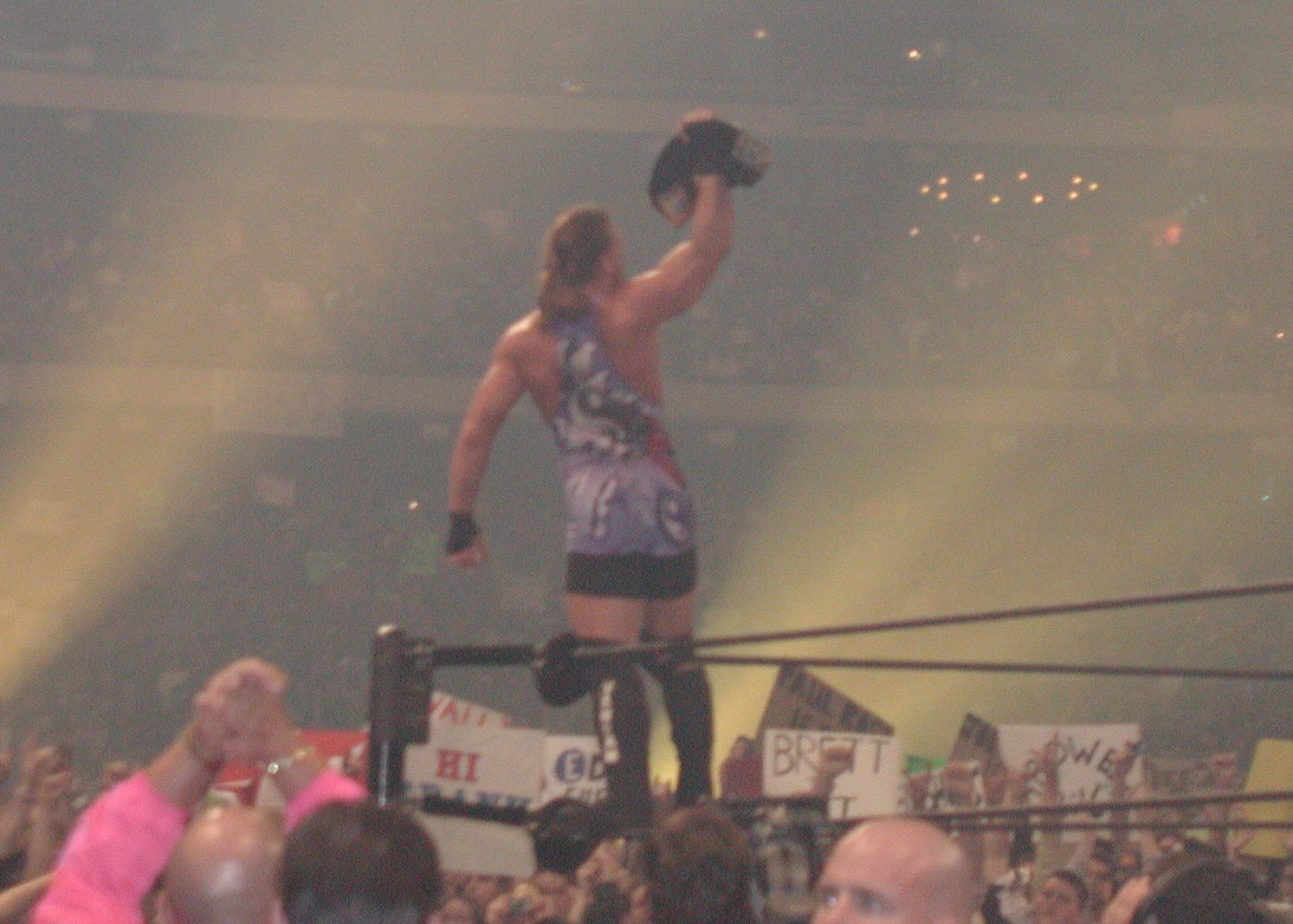
Van Dam won het Intercontinental Championship op WrestleMania X8.

Van Dam bekwam een face ("fan") maar verloor op Vengeance het Hardcore Championship aan The Undertaker (worstelaar)The Undertaker. Hij begon dan een rivaliteit met William Regal over Regals WWF Intercontinental Championship. In de Raw-aflevering van 25 februari 2002, Van Dam versloeg Lance Storm en Big Show in een Triple Threat match voor een match om het Intercontinental Championship. Op WrestleMania X8 daagde RVD (afkorting van Rob Van Dam) Regal uit voor het Intercontinental Championship en won de match nadat hij Regal raakte met een "Five-Star Frog Splash".
Wanneer het WWF, in mei 2002, verdeeld was onder twee brands ("merken"), Raw en SmackDown!, Van Dam was opgesteld in de Raw-brand. Nadat hij met succes zijn titel verdedigde tegen Booker T, Eddie Guerrero keerde terug naar de WWF en viel Van Dam aan. Van Dam startte een vete met Guerrero over het Intercontinental Championship. Op Backlash verloor Van Dam zijn titel aan Guerrero. Op Insurrextion en op Judgment Day slaagde Van Dam niet in zijn opzet om de rematchen te winnen van Guerrero. In de Raw-aflevering van 27 mei versloeg Van Dam Guerrero in een Ladder match voor het Intercontinental Championship.

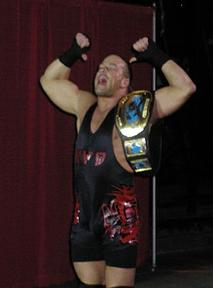
RVD als Intercontinental Champion.

Op 21 juli 2002 verenigde Van Dam het WWE European Championship in het WWE Intercontinental Championship nadat hij European Champion Jeff Hardy versloeg in een ladder match. Met als resultaat, het European Championship werd opgeborgen. In de Raw aflevering van 29 juli 2002, Van Dam verloor het Intercontinental Championship aan Chris Benoit, maar Van Dam herwon de titel op SummerSlam. In de Raw-aflevering van 26 augustus 2002, Van Dam verenigde ook het WWE Hardcore Championship in het WWE Intercontinental Championship door Hardcore Champion Tommy Dreamer te verslaan in een Harcore titelmatch. Met als resultaat, het Hardcore Championship werd opgeborgen.
Van Dam startte een vete met World Heavyweight Champion Triple H. In de Raw-aflevering van 16 september 2002, Van Dam verloor het Intercontinental Championship aan Chris Jericho na verstoring van Triple H. Op Unforgiven, Van Dam daagde Triple H uit voor het World Heavyweight Championship. Dankzij Ric Flairs verstoring, Van Dam verloor de wedstrijd. Op No Mercy kreeg Van Dam zijn revanche op Flair door hem te verslaan. Op Survivor Series, Van Dam nam deel aan in de eerste Elimination Chamber match ooit voor Triple H's World Heavyweight Championship, maar het werd gewonnen door Shawn Michaels. In oktober 2002 vormde hij een team met Kane.
In 2003 nam RVD deel in de Royal Rumble en was een van de vijf laatste deelnemers voordat hij geëlimineerd werd door zijn parnter Kane. Van Dam en Kane daagden Lance Storm en William Regal uit op No Way Out voor het World Tag Team Championship maar faalden om te winnen wanneer Kane Van Dam per ongeluk een "Chokseslam" gaf. In de Raw-aflevering van 31 mei 2003, Van Dam en Kane versloegen World Tag Team Champions Lance Storm en Chief Morley en Dudley Boyz in een 3-way elimination tag team match om het World Tag Team Championship te winnen. Op Insurrextion verdedigden Van Dam en Kane met succes hun titel tegen La Résistance, maar moesten op Bad Blood de titel afstaan aan hen.
Nadat Kane een match verloor tegen Triple H, hij was geforceerd om zijn masker af te doen. Kane veranderde in een heel en het team met RVD was opgelost. De twee begonnen dan te ruziën met elkaar. De vete tussen hen was afgelopen nadat Van Dam de Steel Cage match won van Kane en dit gebeurde tijdens de Raw-aflevering van 8 september 2003. In de Raw-aflevering van 29 september 2003, Van Dam won voor de vierde keer het Intercontinetal Championship door Christian te verslaan. In de Raw-aflevering van 27 oktober 2003 moest hij de titel afstaan aan Chris Jericho, maar in de rematch herwon Van Dam voor de vijfde keer de titel. Op Armageddon moest hij de titel afstaan aan Randy Orton, die de hulp kreeg van Ric Flair. Van Dam begon dan een vete met Evolution waarvan Orton een van de leden is.
In 2004 vormde Van Dam een team met Booker T en daagden de Evolution-leden Flair en Batista uit voor een titelmatch om het World Tag Team Championship. In de Raw-aflevering van 16 februari 2004 versloegen Van Dam en Booker T Flair en Batista om de titel te winnen. In de Raw-aflevering van 22 maart 2012 moesten ze de titel terug afstaan aan Evolution. Op 22 maart 2004 was Van Dam van de Raw-brand naar de SmackDown!-brand verzonden.

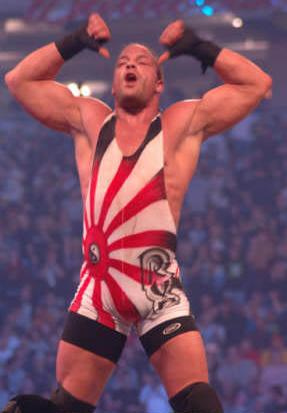
Van Dam tijdens zijn ringentree op WrestleMania 23.

Op 25 maart 2004 maakte Van Dam zijn SmackDown!-debuut en versloeg Charlie Haas. Van Dam en Rey Mysterio begonnen een vete met de Dudley Boyz en versloegen hen op Judgment Day. In juni 2004 verliet Van Dam het 'tag team' afdeling en begon een achtervolging voor het WWE United States Championship. Op The Great American Bash verdedigde John Cena zijn titel tegen RVD, Booker T en René Duprée in een Fatal Four-Way match en verlengde zijn titel. Paar weken later nam Van Dam deel aan in een 8-way eliminatie match voor het vacante US Championship en was de laatste man dat geëlimineerd werd door de eventuele winnaar Booker T.
In de zomer van 2004, Van Dam begon vormde opnieuw een team met Mysterio en ruzieden met René Duprée en Kenzo Suzuki. Op No Mercy faalden Van Dam en Mysterio failed om het WWE Tag Team Championship te winnen van Dupree en Suzuki. In de SmackDown!-aflevering van 9 december 2004 versloegen Van Dam en Mysterio Duprée en Suzuki om het WWE Tag Team Championship te winnen en verlengden hun titel in een rematch op Armageddon. In januari 2005 liep Van Dam een knieblessure op. Om zijn afwezigheid te verklaren, de Basham Brothers (Doug en Danny) versloegen Mysterio en Van Dam voor het Tag Team Championship en dit gebeurde op 13 januari 2005 in een Fatal Four-Way Elimination tag team match.
Tijdens zijn herstelperiode, Van Dam maakte een verschijning op de bijeenkomst van ECW-reüniepay-per-view ECW One Night Stand. Zes maanden later, Van Dam maakte zijn terugkeer in de ring op Royal Rumble. Hij kreeg zijn wraak, elimineerde Carlito, die zes maanden eerder Van Dam aanviel op zijn knie, maar werd alsnog geëlimineerd door Mysterio. Later, Van Dam versloeg Trevor Murdoch om te kwalificeren voor het Money in the Bank ladder match. Van Dam won zelfs de wedstrijd, dus kreeg hij de kans voor een WWE Championship of een World Heavyweight Championship match en dat op elk gewenst moment binnen het volgende jaar. Een week later ontstond er een vete tussen Van Dam en Shelton Benjamin, die RVD uitdaagde om zijn Money in the Bank-koffer. Van Dam counterde en daagde Benjamin uit voor zijn Intercontinetal Championship. Als resultaat, de koffer en de titel worden aangevochten op Backlash. Van Dam won de wedstrijd, behield de titel en won de titel, maar moest in de Raw-aflevering van 15 mei 2006 de titel terug afstaan aan Benjamin.
Op 29 mei 2006 was Van Dam geselecteerd door Paul Heyman om van Raw naar WWE's nieuwe ECW-brand te gaan. op One Night Stand, Van Dam diende zijn koffer in en versloeg John Cena om het WWE Championship te winnen. In het debuut van ECW on Sci Fi, Van Dam was door Hyman gekroond met het herstelde ECW World Heavyweight Championship. Van Dam besloot echter om het WWE Championship afzonderlijk en gelijktijdig te verdedigen. Zo werd Van Dam de eerste worstelaar die zowel het WWE Championship en het ECW World Heavyweight Championship behield. Op Vengeance versloeg Van Dam Edge om het WWE Championship te verlengen, desondanks de verstoring van Lita. In de Raw-aflevering van 3 juli 2006, Van Dam verloor het WWE Championship aan Edge, die de triple threat match won waarbij John Cena ook deelnam. De volgende nacht, in de ECW-aflevering van 4 juli 2006, Van Dam moest het ECW World Heavyweight Championship afstaan aan The Big Show nadat Heyman tegen keerde op hem. Later op WWE.com, Heyman schorste Van Dam voor 30 dagen zonder opgave van reden (in realiteit, WWE schorste Van Dam 30 dagen als resultaat van zijn recente arrestatie op drugsbezit).
Van Dam keerde terug in augustus 2006 en vergezelde later de ECW Originals en de andere leden waren Sabu, Tommy Dreamer en The Sandman. De ECW Originals begon een vete met de New Breed (Elijah Burke, Kevin Thorn, Marcus Cor Von en Matt Striker). De twee teams confronteerden op WrestleMania 23 in een match dat gewonnen werd door ECW Originals. Nadat Vince McMahon het ECW World Championship won op Backlash, RVD en de andere leden van ECW Originals legden verklaringen af op WWE.com over McMahon en de ECW.
Later in 2007 verliet Van Dam de WWE als gevolg van een familieprobleem, nadat zijn vrouw onlangs gediagnosticeerd was met kanker. In 2009 keerde hij eenmalig terug naar de WWE om deel te nemen aan de Royal Rumble match op Royal Rumble.

### Onafhankelijke promoties (2007-2010)
Tussen 2007 en 2010 worstelde Van Dam in verscheidene worstelpromoties. In de 15de verjaardag van WWE Raw in december 2007, Van Dam maakte een onaangekondigde terugkeer en tijdens de show voerde hij een "Five–Star Frog Splash" uit op Santino Marella.
In februari 2008 keerde hij terug naar de onafhankelijke promoties en worstelde voor Associação Portuguesa de Wrestling (APW). Hij verscheen later doorheen verschillende landen zoals Spanje voor de Nu-Wrestling Evolution (NWE). Tijdens zijn periode in NWE, hij trainde met The Ultimate Warrior voor zijn terugkeer in het worstelen. Op 14 augustus 2008 won hij in de Japanse Inoki Genome Federation de Triple Threat match door Kendo Kashin en Necro Butcher te verslaan.
Op 9 maart 2009, het was aangekondigd dat RVD worstelde voor American Wrestling Rampage (AWR) op hun Europese tournee en tijdens de NWE-periode won hij het No Limits Wrestling (NLW) World Heavyweight Championship. Hij moest na drie succesvolle titelverdedigingen, de titel afstaan aan René Duprée. In november 2009 herwon Van Dam de titel, die hernoemd werd tot AWR World Heavyweight Championship, door Duprée te verslaan in een Two Out of Three Falls match.
Op 11 september 2009, in het evenement van World Stars of Wrestling (WSW) in Portimão, Portugal, RVD won het WSW World Championship door Joe E. Legend te verslaan.
Op 30 januari 2010 maakte RVD zijn debuut voor Pro Wrestling Guerrilla als deel van WrestleReunion 4 en won de "Sky High" three-way match door Chris Hero en Roderick Strong te verslaan

### Total Nonstop Action Wrestling (2010-2013)

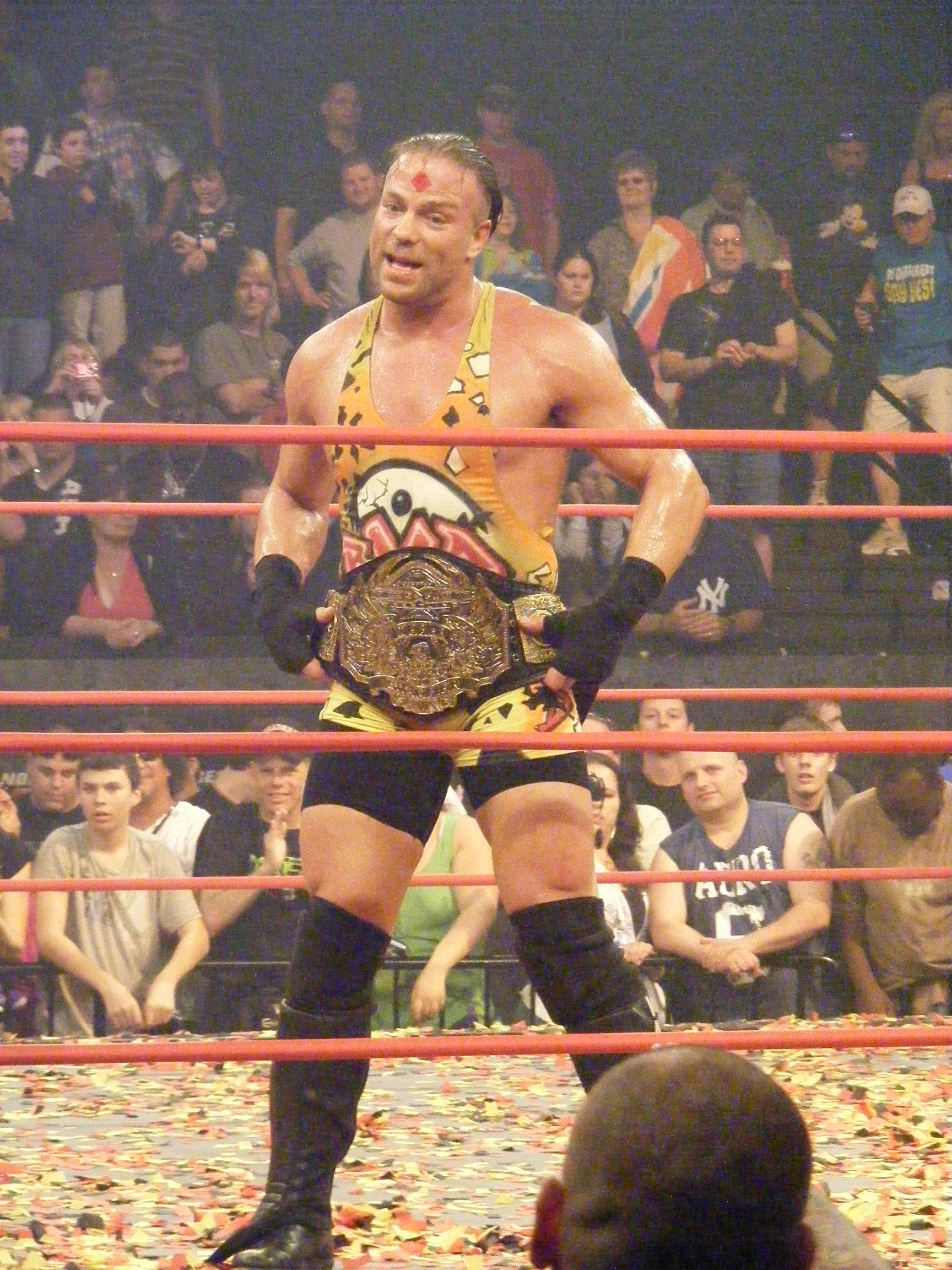
Van Dam, juist na het winnen van het TNA World Heavyweight Championship in 2010

Op 8 maart 2010, in de aflevering van Impact!, Van Dam maakte zijn debuut voor Total Nonstop Action Wrestling (TNA) en versloeg Sting. Paar seconden na zijn debuutoverwinning, Sting viel hem aan met zijn kenmerkende baseball bat. De volgende weken worstelde Van Dam in verscheidene Tag team matchen en meerdere verschillende partners gehad waaronder Jeff Hardy en Eric Young. Op Lockdown maakte Van Dam deel uit van Team Hogan (Van Dam, Abyss, Jeff Jarrett en Jeff Hardy) om Team Flair (Sting, Desmond Wolfe en Beer Money, Inc. (Robert Roode en James Storm)) te verslaan.
Een dag na Lockdown, in de Impact!-aflevering van 18 juli 2010, Van Dam versloeg eerst Jeff Hardy in een "number one contender's match en later op dat avond, op de "main event", hij versloeg A.J. Styles om het TNA World Heavyweight Championship te veroveren. Op Sacrifice versloeg Van Dam Styles in een herkansingsmatch en verlengde zijn titel. Een maand later, op Slammiversary VIII, Van Dam verlengde zij titel tegen Sting in een herkansingsmatch van zijn TNA-debuut.
In juli 2010 werd Van Dam lid van een alliantie met voormalige ECW-leden Tommy Dreamer, Raven, Stevie Richards, Rhino, Brother Devon, Pat Kenney, Al Snow en Mick Foley. Ze redden Van Dam van de aanvallende Abyss. Paar weken later, de ex-ECW-leden werden aangevallen door Abyss en Fourtune. Door de aanval, als verhaallijn liep Van Dam meerdere verschillende blessures op en werd in de Impact!-aflevering van 10 augustus 2010 geforceerd om zijn titel, het World Heavyweight Championship, vacant te stellen.
In de Impact!-aflevering van 16 september 2010, Van Dam keerde terug via een telefooninterview en kondigde aan dat hij, tegen de orders van zijn dokter, volgende week zou terugkeren naar de Impact! Zone. Een week later keerde hij terug, confronteerde Abyss voor een wedstrijd op Bound for Glory en Eric Bischoff accepteerde. Op Bound for Glory versloeg Van Dam Abyss in een Monster's Ball match. Later confronteerde Van Dam de groep Immortal over Jeff Hardy's, die lid was van Immortal, titel en de vete begon tussen RVD en Immortal. Op Genesis, Van Dam kreeg van Immortal een verrassing tegenstander en het was Matt Hardy, die de wedstrijd won tegen RVD. Dus faalde Van Dam voor een titelmatch tegen Jeffs World Heavyweight Championship. Een maand later, op Against All Odds, Van Dam won de herkansingsmatch van Matt Hardy. De volgende weken faalde Van Dam meermaals om de titel te veroveren van Jeff Hardy.
In juli 2011 begon Van Dam een vete met oud rivaal Jerry Lynn. Op Destination X versloeg Van Dam Lynn en de vete werd beëindigd nadat Van Dam opnieuw won van Lynn op Bound for Glory. In de Impact Wrestling-aflevering van 27 oktober 2011, Van Dam won van Christopher Daniels, die gediskwalificeerd werd door Van Dam aan te vallen met een stuk gereedschap. Op 13 november 2011, op Turning Point, Van Dam versloeg Daniels in een No Disqualification match. Op 11 december 2011, op Final Resolution, Van Dam versloeg Daniels opnieuw om hun vete te beëindigen.
In januari 2012, op Genesis, werd Van Dam verslagen door Gunner en na de wedstrijd voerde Gunner een "DDT" uit op RVD waarbij hij zijn hoofd de grond raakte. Door deze actie was Van Dam drie maanden inactief. In de Impact Wrestling-aflevering van 13 april 2011, keerde Van Dam terug en kondigde aan dat hij de vijfde teamlid was van Garett Bischoffs team op Lockdown. Op Lockdown won Garett Bischoffs team van Eric Bischoffs team. In de volgende weken probeerde Van Dam meermaals om het World Heavyweight Championship te veroveren maar dat was geen succes. Op 14 oktober 2012, op Bound for Glory, versloeg Van Dam Zema Ion en hij won voor de eerste keer het TNA X Division Championship. Op 11 november 2012, op Turning Point, versloeg Van Dam Joey Ryan en verlengde zijn titel. Op 9 december 2012, op Final Resolution, verlengde Van Dam zijn titel nadat hij Kenny King versloeg. In een aflevering van Impact Wrestling op 28 februari 2013 moest Van Dam de titel afstaan aan Kenny King. In eind mei 2013 verliet hij het bedrijf.

### Terugkeer naar WWE (2013-heden)
Tijdens het WWE Payback-evenement, op 16 juni 2013, verscheen een vignette waarbij Rob Van Dam zijn rentree zou maken op Money in the Bank, in juli 2013.

## In worstelen
- Finishers
  - Five–Star Frog Splash (High–angle frog splash, sometimes while turning in mid–air)
  - Hollywood Star Press (ECW) / Split–legged moonsault (WWF/E)
  - Van Daminator (Spinning wheel kick to a steel chair held in front of the opponent's face)
  - Air Van Dam (Senton bomb)
  - Rolling Thunder

- Signature moves
  - Bridging northern lights suplex
  - Diving splash
  - Monkey flip to a standing or cornered opponent
  - Meerdere kick variaties
    - Chair Surf (Running dropkick, driving a steel chair into the face of a seated opponent in the corner of the ring)
    - Diving super
    - Legsweep
    - Roundhouse
    - Spinning crescent
    - Windmill Kick

  - Plancha
  - Handspring splash
  - Rolling Thunder transitioned
  - Running crossbody
  - Steamroller Slam (Rolling fireman's carry slam)
  - Double underhook falling facebuster

- Managers
  - Bill Alfonso
  - Paul Heyman
  - Jerry Lawler
  - Stephanie McMahon–Helmsley

- Bijnamen
  - "Mr. Monday Night"
  - "Mr. Thursday Night"
  - "Mr. Tuesday Night"
  - "Mr. Pay-Per-View"
  - "Mr. Money in the Bank"
  - "The Magic Soldier"
  - "RVD"
  - "The Whole 'Dam' Show"
  - "The Whole F'n / Fuckin' Show"
  - "The Van Daminator"

## Prestaties
- All Star Wrestling

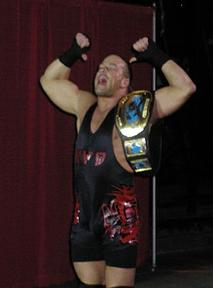
RVD als WWE Intercontinental Champion

  - ASW North American Heavyweight Championship (1 keer)

- American Wrestling Rampage
  - AWR World Heavyweight Championship (1 keer)

- Extreme Championship Wrestling
  - ECW World Tag Team Championship (2 keer met Sabu)
  - ECW World Television Championship (1 keer, langst regerend)

- International Wrestling Federation
  - IWF Television Championship (1 keer)

- National Wrestling Council
  - NWC Tag Team Championship (1 keer met Bobby Bradley)

- Peach State Wrestling
  - PSW Cordele City Heavyweight Championship (1 keer)

- Pro Wrestling Illustrated
  - PWI Comeback of the Year (2001, 2010)
  - PWI Most Popular Wrestler of the Year (2001, 2002)

- Pro Wrestling Report
  - Match of the Year (2006) vs. John Cena op ECW One Night Stand II

- South Atlantic Pro Wrestling
  - SAPW Tag Team Championship (1 keer met Chaz Rocco)

- Total Nonstop Action Wrestling
  - TNA World Heavyweight Championship (1 keer)
  - TNA X Division Championship (1 keer)

- World Wrestling Federation / World Wrestling Entertainment
  - ECW World Heavyweight Championship (1 keer)
  - WWE World Tag Team Championship (2 keer; 1x met Kane en 1x met Booker T)
  - WWE Championship (1 keer)
  - WWE European Championship (1 keer, laatste kampioen)
  - WWE Tag Team Championship (1 keer met Rey Mysterio)
  - WWF/WWE Hardcore Championship (4 keer, laatste kampioen)
  - WWF/WWE Intercontinental Championship (6 keer)
  - Mr. Money in the Bank (2006)
  - Triple Crown Championship (15de)
  - Grand Slam Championship (7de)